# Madna
Madna là một đô thị thuộc tỉnh Tiaret, Algérie. Dân số thời điểm năm 2002 là 2.681 người.